# Leptogenys attenuata
Leptogenys attenuata é uma espécie de formiga do gênero Leptogenys, pertencente à subfamília Ponerinae.